# Adam and Evil
Adam and Evil és una pel·lícula muda de la Metro-Goldwyn-Mayer dirigida per Robert Z. Leonard i protagonitzada per Lew Cody i Aileen Pringle. Basada en un guió de F. Hugh Herbert i Florence Ryerson) es va estrenar el 27 d’agost de 1927. Es considera una pel·lícula perduda.

## Argument
Adam Trevelyan s'assabenta que el seu germà bessó, Allan, ha d’arribar a la ciutat, i ho aprofita per suplantar-lo per flirtejar amb Gwen de Vere, una caça-fortunes. Arriba Allan i a la vegada l'esposa d'Adam, Evelyn, s'assabenta de la infidelitat del seu marit. Es produeixen tota una sèrie de complicacions. Adam, fent avenços inusualment apassionats a la seva dona, la convenç que en realitat és el seu germà, i quan torna a casa borratxo, ella es nega a deixar-lo entrar. L'Evelyn el deixa i marxa a un hotel on el grum la porta innocentment a la mateixa suite on hi ha Allan amb qui flirteja amb l'esperança de posar gelós el seu marit.

## Repartiment
- Lew Cody (Adam Trevelyan / Allan Trevelyan)
- Aileen Pringle (Evelyn Trevelyan)
- Gwen Lee (Gwen De Vere)
- Gertrude Short (Dora Dell)
- Hedda Hopper (Eleanor Leighton)
- Roy D'Arcy (Mortimer Jenkins)